# 西塞勒姆 (伊利諾伊州)
西塞勒姆（英語：West Salem）是一個位於美國伊利諾伊州愛德華茲縣的城鎮。

## 地理
西塞勒姆的座標為38°31′16″N 88°00′32″W / 38.52111°N 88.00889°W，而該地的平均海拔高度為160米（即522英尺）。

## 人口
根據2010年美國人口普查的數據，西塞勒姆的面積為4.06平方千米，當中陸地面積為4.06平方千米，而水域面積為0.00平方千米。當地共有人口897人，而人口密度為每平方千米221人。